# Bakerhill (Alabama)
Bakerhill est une ville du comté de Barbour, en Alabama, aux États-Unis,.
Initialement, la ville était située à environ un mile au sud-est de la ville actuelle. Elle était nommée Chestnuttville, en l'honneur d'un commerçant Alpheus R. Chesnutt. La ville est rebaptisée Bakerhill au milieu du XIXe siècle en l'honneur de la famille Baker. Bakerhill s'écrit alternativement en un ou deux mots, mais le nom officiel est Bakerhill. La ville est incorporée en janvier 1997. 

## Démographie
| 2000 | 2010 |
| ---- | ---- |
| 24   | 279  |

## Source de la traduction
- (en) Cet article est partiellement ou en totalité issu de l’article de Wikipédia en anglais intitulé « Bakerhill, Alabama » (voir la liste des auteurs).